# شخصية السنة
شخصية السنة هو تقليد إعلامي غربي يرمي إلى وضع شخصية عادية أو استثنائية، سياسية أو فنية، شخصية مشهورة أو مقهورة، عادلة أو ظالمة، على رأس أجندة السنة التي نطوي صفحاتها استعدادا لاستقبال سنة جديدة وشخصيات جديدة ولاعبين جدد سيطبعون سنة أخرى ببصماتهم البيضاء أو السوداء.

## الهدف
اختيار شخصية السنة هو تمرين إعلامي، الغرض منه وضع مجهر مكبر على شخصية السنة من أجل رسم صورة بانورامية حولها وحول تأثيرها في حياة الناس أو في مجرى التاريخ الذي لا يتوقف نهره عن الجريان.